# Természetvédelmi Információs Rendszer

## Definíció
A Természetvédelmi Információs Rendszer (TIR): az állami természetvédelem intézményeinek munkáját kiszolgáló, komplex térinformatikai támogatással megvalósuló szakmai információs rendszer, a központi és területi államigazgatási szervek természetvédelmi szakmai adatbázisainak (pl. természeti – földtani, víztani, növénytani, állattani, tájképi – és kultúrtörténeti értékek, ökoturisztikai objektumok – és területek) számítógépes nyilvántartása az Európai Uniós rendszerekkel is kompatibilis (adatgyűjtés, adatfeldolgozás, adattárolás) egységes térinformatikai rendszer.

## A természetvédelem intézményi háttere
A természetvédelmi tevékenység a Magyar Köztársaságban törvényi szinten szabályozott, és tervszerű. A természet védelméről szóló 1996. évi LIII. törvény Európa egyik legkorszerűbb természetvédelmi jogszabályaként rendelkezik a hazai természeti értékek, a biológiai sokféleség megőrzéséről és védelméről. A törvény végrehajtásaként 7 kormányrendelet, 10 miniszteri rendelet, 57 védetté nyilvánító miniszteri rendelet, 9 erdőrezervátummá nyilvánító miniszteri rendelet, 2 közös miniszteri rendelet és 4 jelentős miniszteri tájékoztató készült el, és több jogszabály kihirdetés előtt áll. 2002-től tíz nemzetipark-igazgatóságból (NPI) álló egységes szervezet biztosítja a hatékony és összehangolt természetvédelmi munkát Magyarországon.

## Jogszabályi környezet
A Természetvédelmi Információs Rendszer kialakítása és működtetése törvényi kötelezettség. A természetvédelemről szóló 1996. évi LIII. Törvény 67. § (1) bekezdése írja elő a természet védelmével kapcsolatos egységes, a nemzetközi követelményeknek is megfelelő információs rendszer működtetését. A jogforrás szerint a Természetvédelmi Információs Rendszert a Környezetvédelmi és Vízügyi Miniszter az Országos Környezetvédelmi Információs Rendszer önálló részeként működteti.
A jogszabály végrehajtására 2002 novemberében a nemzeti parkok szakembereiből és külső informatikusokból megalakult a természetvédelemért felelős államtitkár Informatikai Tanácsadó Testülete (a későbbiekben TITT), majd 2004-ben EU Átmeneti Támogatás (Transitional Facility, TF) program keretében megkezdődött a TIR kialakítása. A TIR Átmeneti Támogatásból megvalósuló fejlesztésének célja a különféle kutatások és felmérési programok során, valamint az intézmények napi működése folyamán keletkező adatok feldolgozásának egységesítése, országos integrálhatóságának biztosítása, a szükséges internet alapú felhasználói felületek elkészítése.
2004. márciustól az Országos Környezetvédelmi, Természetvédelmi és Vízügyi Főigazgatóságon, majd 2007 júniusától a KvVM Természetvédelmi Informatikai Osztályán 5 fő végzi a természetvédelmi szakmai informatikai feladatok ellátását.

## A TIR kialakításának célja
- Komplex információk biztosítása a természetvédelmi stratégiai tervezéshez
- Alapadatok és/vagy komplex információk biztosítása a hatósági tevékenységhez (KÖTEVIFE)
- Információk biztosítása Magyarország mindenkori természeti állapotára vonatkozóan hazai és nemzetközi jelentésekhez, a nyilvánosság igényeinek kiszolgálásához
- A természetvédelmi kezelések, beavatkozások és egyéb külső hatások következményei értékelésének támogatása

A TIR feladatai
- Földrajzi helyhez kötődő adatok gyűjtése, és tárolása (a védett objektumok).
- Egységes adatkezelés (nyilvántartások vezetése).
- Elemzés (leíró-, helyzeti adat, és adatkapcsolat elemzés a hatósági- és szakhatósági feladatok, kezelési terv készítése, monitorozási- és kutatási programok értékelésében).
- Megjelenítés (eredmények, monitorozási tevékenység, őr- és közönségszolgálat).

Milyen feltételeknek kell megfelelnie egy működő természetvédelmi információs rendszernek?''
- Feltöltése ellenőrzött adatokkal történjen
- Sokoldalú lekérdezés legyen lehetséges térben és időben (területre, fajokra, csoportokra, társulásra stb.).
- Kapcsolható legyen az alapadatokat szolgáltató rendszerekhez (földnyilvántartási, erdészeti adatbázis).
- Könnyen kezelhető és a jogosultak számára közvetlenül hozzáférhető legyen.
- Egységes, könnyen áttekinthető, fejleszthető, feltölthető, összesíthető és karbantartható adatbázis legyen.
- Különböző típusú adatokat, adatbázisokat legyen képes összekapcsolni.

## A TIR felépítése
A TIR felépítése, moduljai
A TIR elsődlegesen szakmai információs rendszer, így az informatikával támogatható egyéb feladatok (iktatás, levelezés stb.) problémájának megoldásával nem foglalkozik. Kialakításának tervezésekor figyelembe kellett venni a felhasználók (elsődlegesen a KvVM, nemzeti parkok és a KÖTEVIFE-k, másodlagosan a minisztérium és a külső felhasználók) igényeit, a rendelkezésre álló anyagi forrásokat, a KvVM informatikai koncepcióját, illetve a korábbi adatbázisok tapasztalatait.
A rendszer alapját egy robusztus adatbázis, a Természetvédelmi Alapobjektum nyilvántartó Rendszer(TAR) képezi. Az itt tárolt alapadatokat (országos közös törzsadattárak és kódtáblák) a természetvédelmi (működéssel, vagyonkezeléssel és bemutatással kapcsolatos) adatbázisok 7 tematikus modulba szervezve használják.
A TIR működését különböző forrásokból származó háttéradatok (topográfiai térképek, légifelvételek, űrfelvételek, talaj térképek stb.), az ingatlan-nyilvántartási és az erdészeti adatok biztosítják. Ezekre az adatokra épülnek rá a természetvédelem saját forrásból származó adatai (élő és élettelen természeti értékek).
Természetvédelmi Alapobjektum nyilvántartó Rendszer
A TAR egy központi, egységes objektum alapú nyilvántartás, mely a TIR magjaként, biztosítja a teljes TIR integrálását. Összefogja a különböző adatrendszereket az egységes törzsadattár és kódtábla rendszer biztosításával, illetve kapcsolatot biztosít más szakrendszerek felé (környezetvédelem – KAR, vízügy – OTAR).
TAR adatkörei:
- taxonlisták
- Térképi adatok (Természetvédelmi Alap Objektum – TAO)
- Metaadatok
- Attribútum adatok
- Szótárak
- Nyilvántartások

Biotika modul
A modul feladata a természetvédelmi szervezetekben keletkező élő szervezetekre és életközösségekre (növény-, és állattársulások) vonatkozó előfordulási és egyéb természetvédelmi jelentőségű tulajdonságukra jellemző adatok (továbbiakban biotikai adat – például faj előfordulási térkép, vegetációtérkép, cönológiai felvétel stb.) egységes gyűjtése, tárolása és a hozzáférések-lekérdezések biztosítása. A modulba feltöltött adatokból történik a hazai és a nemzetközi adatszolgáltatási kötelezettségek kiszolgálása és a szakmai-vezetői döntések támogatása. A biotika modul biztosítja a külső kutatók számára az adatok megfelelő formában történő bevitelének lehetőségét térképi támogatással (egységes adatbeviteli felületen keresztül, törzsadattárak segítségével, szigorú protokollokon keresztül). A modul országosan egységes megvalósítását online internet elérésű központi szerveren futó alkalmazásként tervezzük megvalósítani. A terv széles sávú biztonságos internet kapcsolat meglétét feltételezi a modul hozzáférése tekintetében. A modul számos törzsadatra támaszkodik. Egy megfelelően működő és feltöltött Természetvédelmi Információs Rendszer esetén a legmagasabb rekordszámmal ez a modul rendelkezik. A hatósági döntések megalapozására alkalmas feltöltöttség esetén több tízmillió rekordot kell tárolnia.
Védett értékek modul
A modul feladata a hazai (ex lege, egyedi országos jogszabály, helyi ÖK rendelet stb.) és nemzetközi jogforrások (EU-jogszabályok) által meghatározott élettelen védett értékek és területek nyilvántartása, illetve fontosabb jellemzőik tárolása, statisztikák készítése.
Ingatlan-nyilvántartás modul
A modul feladata biztosítani a helyrajzi számokhoz kapcsolódó adatokat a többi modulhoz, valamint a hatósági, illetve vagyonkezelési feladatokhoz. A modul kezeli a különféle közigazgatási egységeket (települések, megyék, régiók, ország), valamint több országos fedésű térinformatikai nyilvántartást (pl. egyes intézmények illetékességi és működési területei, országos hálórendszerek, kistájkataszter stb.). Működése térinformatikai alapú, objektumai valós térben lokalizáltak. A modulnak biztosítania kell a saját adatok és a helyrajzi számok kölcsönös egymáshoz rendelését (pl. a különböző védettségi kategóriákhoz való tartozást), lehetővé kell tennie nemzeti parki és országos szintű statisztikák készítését, kapcsolatot kell biztosítania a nemzeti parkok és a KvVM között, illetve a földhivatali digitális állományokhoz (KÜVET, TAKAROS), valamint a MEPAR rendszerhez.
Az 1996. évi LIII. törvény 67.§ (3) bekezdésében foglaltak végrehajtására kiadott, a védett természeti területek és értékek nyilvántartásáról szóló 13/1997. (V. 28.) KTM rendelet előírja, hogy az országos jelentőségű védett természeti területek törzskönyvét kézi és számítógépes formában is vezetni kell. A törzskönyv melléklete az ingatlan-nyilvántartás.
Vagyonkezelés (-gazdálkodás) modul
A modul a nemzeti parkok és a KvVM vagyonkezeléssel kapcsolatos feladatainak támogatását végzi, az állatállománnyal és a haszonbérletekkel kapcsolatos adatok nyilvántartásával. A TIR fejlesztése során kitűzött célként térinformatikai kapcsolatot létesít a haszonbérleti szerződések és a bérelt/kiadott területek térképei között. A modul feladata a haszonbérletek és a természetvédelmi vagyonkezelésben lévő állatok nyilvántartásán túl a kapcsolódó szerződések, az épületek és építmények, a vadászati joghoz, agrártámogatások igényléséhez és a vízgazdálkodási társulatok tevékenységéhez kapcsolódó adatok nyilvántartása. Az adatbázissal szembeni elvárás, hogy csatlakozzon a kincstári-vagyoni kataszterhez.
Erdészeti-nyilvántartás modul
A modul feladata az erdészeti üzemtervi adatok biztosítása az erdészeti nyilvántartások kezelése, erdőtervek adatainak tárolása és az erdőgazdálkodási tevékenység nyomon követése a hatósági és természetvédelmi kezelési és vagyonkezelési munkákhoz. Saját adatai mellett az ingatlan-nyilvántartásra, illetve az erdő védelmével kapcsolatos adatokban a védett érték modulra, az erdőben előforduló értékes fajok és társulások kapcsán a biotikai modulra támaszkodik. A saját vagyonkezelésű erdők vonatkozásában részletesebb adatokat is tárol, részben a vagyonkezelés modul segítségével. Külső adatforrása az Állami Erdészeti Szolgálat (ÁESZ) adatbázisa.
A modul döntő módon külső kapcsolatokra épül. Fejlesztésének alapja az Állami Erdészeti Szolgálat által működtetett Erdészeti Térinformatikai (Információs) Rendszer (ESZIR). Innen kapja a legjelentősebb input adatokat (adatbázis, alaptérkép, térinformatikai adatok) és gyakorlatilag az ott üzemeltetett információs rendszer bővítésének, természetvédelmi specializációjának tekinthető. A távlati szoros együttműködésre tekintettel természetvédelmi adatokat (output) is szolgáltat az ESZIR felé.
Területhasználat eseménynapló (kezelés) modul
A természetvédelmi kezelési terv a természetvédelmi informatikai rendszer legmagasabb szintjén helyezkedik el, valamennyi ismeretünk egységes rendszerű áttekintése, összefoglalása. A modul információit a többi működő modulból meríti, és biztosítja ezen adatok rendszerezését a kezelések optimális tervezéséhez, illetve kivitelezéséhez. Feladata a kezelési terv dokumentációk elkészítésének támogatása; a természetvédelmi kezelési előírások (kezelési módok és a kezelési feladatok, a korlátozások és a tilalmak) nyilvántartása; a megvalósult kezelési tevékenységek, elvégzett kezelési feladatok tárolása és a kezelések hatásának monitorozása. A kezelések gazdasági vonatkozású adatai kapcsán a vagyonkezelés modul kiterjesztéseként is kezelhetjük.
A modul által lehatárolható feladatkörök:
- Események (tervezett és nem tervezett) rögzítése
- Havária
- Problémák
- Kezelési javaslatok
- Kezelési célkitűzések
- Rögzített adatok hosszú távú tárolása
- Bérleti szerződés tervezet

Vezetői döntés-előkészítő modul
A modul feladata a TIR több moduljaiból származó összetett információk interpretációja elemzésekkel, lekérdezésekkel, egyszerűbb összesítésekkel és statisztikákkal a vezetői és hatósági döntés-előkészítés szakmai támogatása, hatékonyság növelése érdekében. A döntés-előkészítő és vezetői modul feladata részben a kezeléséhez hasonló, hiszen itt is lehetőséget kell teremteni az összes modul információinak közös megjelenítésére és értékelésére, elemzésére. A hatósági feladatok végzéséhez is ugyanez az információ szükséges, így amennyiben a KÖTEVIFE-k is kapcsolódnak a TIR-hez, akkor nekik elsősorban a döntés-előkészítő modul funkcióihoz kell hozzáférést biztosítani.
A modul lehatárolt adatkapcsolatai, ellátandó feladatkörei:
- Földrészlet alapú adatok
- Erdészeti alapú védett adatok
- Generalizált védett fedvények
- Származtatott biotikai adatok
- Területhasználati események lekérése
- Adatbeérkezés a hatóságtól
- kapcsolódás az OKIR-hez

Közönségszolgálati modul
A TIR alapmoduljai mellett az interneten történő publikus adatok közlésért felelős szerkezeti egység (TIRweb), mely ArcIMS alapokon nyugszik.
Az oldalt látogató felhasználók Magyarország védett természeti objektumaival (pl. Tájvédelmi körzetek, tanösvények, látogatható barlangok stb.) kapcsolatos információkat tölthetnek le, ill. jeleníthetnek meg interaktív térképen, vagy az oldalról kiindulva közvetlenül Google Earth felületen tekinthetik meg a modul által szolgáltatott objektumokat.
A modul elérhetősége: https://web.archive.org/web/20070909143302/http://geo.kvvm.hu/tir/